# Kenneth Dwane Bowersox
Kenneth Dwane Sox Bowersox (Portsmouth, Virginia, 1956. november 14. –) amerikai mérnök-pilóta, űrhajós.

## Életpálya
Az amerikai Haditengerészet Repülő Intézetében 1978-ban szerzett mérnök-pilóta diplomát. Haditengerészeti pilótaként több mint 300 leszállást hajtott végre anyahajóra. 1979-ben a Columbiai Egyetemen gépészmérnöki oklevelet szerzett. 1985-től berepülő jogosítványt szerezve több repülőgép fejlesztését segítette.
1987. június 5-től részesült űrhajóskiképzésben. A Lyndon B. Johnson Űrközpontban, valamint a Jurij Gagarin Űrhajós Kiképző Központban kapott kiképzést, sikeres vizsgák után kezdhette meg szolgálatait. Öt űrszolgálata alatt összesen 211 napot, 14 órát és 12 percet töltött a világűrben. Űrszolgálata alatt végzett kettő űrséta (kutatás, szerelés) alatt összesen 13 órát és 17 percet töltött az űrállomáson kívül. Űrhajós pályafutása alatt több beosztást ellátott (repülési szoftvertesztelő, technikai munkatárs, biztonsági vezető, kommunikátor, műveleti igazgatóság). Űrhajós pályafutását 2006. szeptember 30-án fejezte be. 2009. június 16-tól – 2011. decemberig az Űrhajózási Bizottság alelnöke.

## Űrrepülések
- STS–50, a Columbia űrrepülőgép 12. repülésén pilóta. Első űrszolgálata alatt összesen 13 napot, 19 órát és 30 percet töltött a világűrben. Az első alkalommal alkalmazták a mikrogravitációs laboratóriumot. Elvégezték a meghatározott kutatási/kísérleti feladatokat.
- STS–61, az Endeavour űrrepülőgép 5. repülésén pilóta. Második űrszolgálata alatt összesen 10 napot, 19 órát és 58 percet töltött a világűrben. Első alkalommal végeztek a Hubble űrtávcsőn javítási, karbantartási (elfogás, javítás, elengedés) munkálatokat.
- STS–73, a Columbia űrrepülőgép repülésén parancsnok. Harmadik űrszolgálata alatt összesen 15 napot, 21 órát és 53 percet töltött a világűrben. Második alkalommal vitték magukkal a mikrogravitációs laboratóriumot. További feladatuk anyagtudományi, biotechnológia, égéstudományi, folyadékok fizikai képességének vizsgálata, továbbá számos tudományos kísérletek végzése.
- STS–82, a Discovery űrrepülőgép 22. repülésén parancsnok. Negyedik űrszolgálata alatt összesen 9 napot, 23 órát és 37 percet töltött a világűrben. Legfőbb feladatuk a mikrogravitációs kutatás/kísérlet végrehajtása. Második alkalommal végeztek a Hubble űrtávcsőn javítási, karbantartási (elfogás, javítás, elengedés) munkálatokat. Befejezésképpen magasabb pályára és pozícióba állították.
- STS–113, az Endeavour űrrepülőgép fedélzetén parancsnokként indult hosszú távú űrszolgálatára az ISS fedélzetére. Ötödik űrszolgálata alatt összesen 161 napot, 1 órát és 14 percet töltött a világűrben. Kettő űrséta (kutatás, szerelés) alatt összesen 13 órát és 17 percet töltött az űrállomáson kívül. A Szojuz TMA–1 fedélzetén tért vissza a Földre.

### Tartalék személyzet
Szojuz TM–31 fedélzeti mérnök.

## Kitüntetések
- 2010. június 8-án bekerült az Űrhajós Hírességek Csarnokába.